# Masters de Hamburgo 1999
El Abierto de Hamburgo de 1999 fue un torneo de tenis jugado sobre tierra batida, que fue parte de las Masters Series. Tuvo lugar en Hamburgo, Alemania, desde el 3 de mayo hasta el 10 de mayo de 1999.

## Campeones

### Individuales
Marcelo Ríos vence a  Mariano Zabaleta, 6–7(5–7), 7–5, 5–7, 7–6(7–5), 6–2

### Dobles
Wayne Arthurs /  Andrew Kratzmann vencen a  Paul Haarhuis /  Jared Palmer, 4–6, 7–6, 6–4